# ブライアン・ブルーム
ブライアン・ブルーム（Brian Bloom、1970年6月30日 - ）は、アメリカ合衆国の俳優。

## 人物
ニューヨーク州メリック出身。兄弟にミュージシャンのマイク・ブルームと俳優のスコット・ブルームがいる。
幼少時から俳優としてテレビコマーシャルなどに出演しており、この時『ワンス・アポン・ア・タイム・イン・アメリカ』に幼少時のパッツィ役として出演した。

## 出演作品

### テレビドラマ
- ドールハウス シーズン1
- ターミネーター サラ・コナー・クロニクルズ シーズン1
- WITHOUT A TRACE/FBI 失踪者を追え! シーズン6
- コールドケース 迷宮事件簿4
- PEPPER 恋するアンカーウーマン
- LAW & ORDER:性犯罪特捜班 シーズン7
- CSI:ニューヨーク2
- CSI:マイアミ3
- CSI:科学捜査班
- メルローズ・プレイス

### 映画
- 特攻野郎Aチーム THE MOVIE（共同脚本兼務）
- ヴァンピレラ
- 叫びの家
- ゾディアック（ゾディアック）
- エクストラマリタル/婚外交渉
- スモーキン・エース/暗殺者がいっぱい
- ワンス・アポン・ア・タイム・イン・アメリカ（幼少時のパッツィ）

### テレビ映画
- L.A.ブラックアウト
- 新トランザム7000/バンディット(1)ゴー・カントリー
- 新トランザム7000/バンディット(2)バンディッド・バンディット
- 新トランザム7000/バンディット(3)ビューティ＆バンディット
- 新トランザム7000/バンディット(4)シルバーエンジェル
- ルームメイツ
- 2000マリブロード・美しき疑惑
- ホリスター
- 熱い絆
- 恐怖の航海/アキレ・ラウロ号事件（前・後）
- アリッサ・ミラノの 朝まで踊ろう
- クリスチャン・スレーターの 愛が欲しくてたまらない
- ドライビング・アカデミー
- 刑事弁護士メラニー
- 人質交渉人（ダニー・マクベイン）
- 殺人報酬
- アトランティスからの脱出

### テレビアニメ
- バットマン:ブレイブ&ボールド（アトム、クリーパー、鉄）
- アベンジャーズ 地球最強のヒーロー（キャプテン・アメリカ）
- en:Avengers Assemble（ハイペリオン）

### OVA
- アベンジャーズ コンフィデンシャル: ブラック・ウィドウ & パニッシャー

### ゲーム
- コール オブ デューティシリーズ
  - コール オブ デューティ モダン・ウォーフェア3（ユーリ）
  - コール オブ デューティ ゴースト（キーガン・P・ラス）
  - コールオブデューティ アドバンスドウォーフェア（役名なし）
  - コールオブデューティ モダンウォーフェア（役名なし）
- The Darkness II（ジャッキー・エスタカード）
- MARVEL VS. CAPCOM 3 Fate of Two Worlds（キャプテン・アメリカ）
- マーベル VS. カプコン:インフィニット（キャプテン・アメリカ）
- Prototype（マーカス）
- Wolfenstein: The New Order（ウィリアム・ジョセフ "B.J." ブラスコビッチ）
- 龍が如く7 光と闇の行方（沢城丈）